# José Freitas Nobre
José Freitas Nobre (Fortaleza, 24 de março de 1921 — São Paulo, 19 de novembro de 1990) foi um advogado, jornalista, professor e político brasileiro.
Filho de Manoel Aprígio Nobre e Letícia Freitas Nobre, formou-se em direito na Faculdade de Direito da Universidade de São Paulo em 1948. Foi presidente do Sindicato de Jornalistas Profissionais do Estado de São Paulo e vice-prefeito da cidade de São Paulo, na última gestão de Prestes Maia.
Na década de 1970 foi eleito deputado federal pelo Movimento Democrático Brasileiro, pelo Estado de São Paulo, por quatro mandatos consecutivos entre 1971 e 1987. Tornou-se líder do partido na Câmara de Deputados e foi um dos políticos que, da tribuna, mais se opôs a ditadura militar.
Foi também líder espírita.
Na França, obteve seu doutorado em direito e economia da informação pela Faculté de Droit et Sciences Économiques da Universidade de Paris, em 1970, sob a orientação de Fernand Terrou, fundador do Institut français de presse.
Freitas Nobre foi professor titular da Escola de Comunicações e Artes da Universidade de São Paulo, mas sua carreira política o levou a afastar-se da docência cotidiana, uma vez que exerceu cinco mandatos como deputado federal, chegando a ser primeiro vice-presidente da Câmara dos Deputados. Um auditório da Câmara tem, hoje, o seu nome.
Freitas Nobre é  pai de Clovis de Freitas Nobre, advogado e industrial, Olga Maria de Freitas Nobre, pedagoga aposentada da Prefeitura Municipal de São Paulo,  Marcos Nobre, professor de filosofia na Universidade Estadual de Campinas (Unicamp) e colunista da Folha de S. Paulo, e do advogado e conselheiro do Conselho Nacional de Justiça
(CNJ) Marcelo Rossi Nobre.
No dia 25 de maio de 2017, o Senado Federal aprovou a proposta de mudança de nome do Aeroporto de Congonhas, em São Paulo, renomeando-o para Aeroporto Deputado Freitas Nobre, em homenagem ao professor e parlamentar. A iniciativa foi sancionada pelo presidente da República, Michel Temer, no Diário Oficial da União de 16 de junho de 2017.